# Матч всех звёзд женской НБА 2014 года
Матч всех звёзд женской НБА 2014 года (англ. 2014 WNBA All-Star Game) — ежегодная показательная баскетбольная игра, прошедшая в субботу, 19 июля 2014 года, в Финиксе (штат Аризона) на домашней арене команды «Финикс Меркури» «ЮС Эйрвейс-центр». Эта встреча стала 12-м матчем всех звёзд (ASG) в истории женской национальной баскетбольной ассоциации (ВНБА) и вторым, проведённым в Финиксе, а первый прошёл в 2000 году. Игра транслировалась спортивным кабельным телевизионным каналом ESPN в 3:30 по Североамериканскому восточному времени (ET), а судьями на матче работали Дэрил Хамфри, Мадж Форсберг и Майкл Прайс.
Сборная Востока под руководством Майкла Купера в упорной борьбе переиграла сборную Запада Шерил Рив со счётом 125:124, тем самым сократив счёт в их противостоянии (4:8), причём впервые для выявления победителя понадобился овертайм. Первые 6 матчей всех звёзд женской НБА неизменно выигрывала команда Запада, две следующие остались за Востоком, а затем победы стали чередоваться, следующую выиграла сборная Запада, через одну вновь команда Востока и т. д. Самым ценным игроком того матча была признана Шони Шиммель, представляющая на нём клуб «Атланта Дрим», которая стала первой и пока что единственной баскетболисткой, выигравшей титул MVP, будучи новичком ассоциации. К тому же Шони стала самым результативным игроком матча всех звёзд женской НБА, перекрыв прошлогоднее достижение Кэндис Паркер. Кроме того эта игра стала самой результативной из уже проведённых, побив суммарный итог матча всех звёзд женской НБА 2009 года (130:118).

## Матч всех звёзд

### Составы команд
Игроки стартовых пятёрок матча всех звёзд женской НБА выбираются по итогам электронного голосования, проводимого среди болельщиков на официальном сайте лиги — WNBA.com. Выбор баскетболисток резервного состава команд Востока и Запада проводится путём голосования среди главных тренеров клубов, входящих в конференцию, причём они не могут голосовать за своих собственных подопечных. До 2013 года наставники могли выбрать двух защитников, двух форвардов, одного центрового и ещё двух игроков вне зависимости от их амплуа. В 2014 году позиции форварда и центрового были объединены в единую категорию нападения, после чего наставники команд стали голосовать за двух защитников, трёх игроков нападения и одного игрока независимо от позиции. Если та или иная баскетболистка не может участвовать в ASG из-за травмы или по болезни, то их заменяют специально отобранные для этого резервисты.
По правилам женской НБА на тренерский мостик сборных Востока и Запада назначаются тренеры клубов, участвовавших в финале прошедшего сезона, исключением являются матчи всех звёзд 1999 и 2009 годов. В 2013 году в финальной серии участвовали команды «Атланта Дрим» и «Миннесота Линкс», поэтому сборной Запада руководила Шерил Рив. Командой Востока должен был руководить Фред Уильямс, однако после окончания прошлого сезона он покинул пост главного тренера клуба «Атланта Дрим», перейдя на аналогичную должность в клуб «Талса Шок», посему его место на посту сборной Востока занял Майкл Купер, новый тренер «Атланты», которая ко времени провозглашения имён главных тренеров на матч всех звёзд ВНБА (29 июня) лидировала по проценту побед в регулярном чемпионате Восточной конференции текущего сезона (11 побед при 4 поражениях).
8 июля ЖНБА опубликовала итоги голосования среди болельщиков на сайте ассоциации, по результатам которого наибольшее число голосов среди игроков Запада набрала Майя Мур (28 389), а среди игроков Востока — Елена Делле Донн (26 129). В итоге в стартовую пятёрку команды Запада помимо Мур попали Кэндис Паркер (23 555), Дайана Таурази (19 404), Бриттни Грайнер (18 432) и Скайлар Диггинс (17 937), а вот в стартовую пятёрку сборной Востока кроме Делле Донн вошли Шони Шиммель (25 601), Энджел Маккатри (17 562), Тамика Кэтчингс (13 939) и Кэппи Пондекстер (10 104).
15 июля были опубликованы итоги голосования среди главных тренеров команд ВНБА, по результатам которого резервистами Запада стали Линдсей Уэйлен, Глори Джонсон, Сеймон Огастус, Даниэлла Робинсон, Кэндис Дюпри и Ннека Огвумике, а запасными Востока стали Джессика Бриланд, Эрика де Соуза, Тина Чарльз, Кэти Дуглас, Брианн Дженьюари и Чини Огвумике. Однако Елена Делле Донн из-за болезни Лайма, из-за которой она пропустила последние двенадцать из тринадцати игр регулярного чемпионата, не смогла принять участие в этом матче, в результате этого образовавшееся вакантное место в стартовой пятёрке Востока заняла де Соуза, а на её замену в состав резервистов Востока была включена Айвори Латта. Огастус из-за бурсита левого колена также не смогла принять участие в этом матче, поэтому образовавшееся вакантное место среди резервистов Запада заняла Сью Бёрд.
По результатам голосования рекордный девятый раз на матч всех звёзд ЖНБА получила вызов Тамика Кэтчингс, догнав по количеству включений лидировавшую до этого по этому показателю Тину Томпсон, восьмой раз — Сью Бёрд, седьмой раз — Дайана Таурази, шестой раз — Кэппи Пондекстер, пятый раз — Кэти Дуглас и Сеймон Огастус и четвёртый раз — Линдсей Уэйлен и Кэндис Дюпри.
В данной таблице опубликованы полные составы сборных Востока и Запада предстоящего матча.
| Поз.                                       | Игрок               | Команда           | Выбор             |
| Стартовая пятёрка                          | Стартовая пятёрка   | Стартовая пятёрка | Стартовая пятёрка |
| ------------------------------------------ | ------------------- | ----------------- | ----------------- |
| З                                          | Кэппи Пондекстер    | Нью-Йорк Либерти  | 6-й               |
| З                                          | Шони Шиммель        | Атланта Дрим      | 1-й               |
| Ф                                          | Тамика Кэтчингс     | Индиана Фивер     | 9-й               |
| Ф                                          | Энджел Маккатри     | Атланта Дрим      | 3-й               |
| Ф                                          | Елена Делле Донн[a] | Чикаго Скай       | 2-й               |
| Запасные игроки                            |                     |                   |                   |
| З                                          | Брианн Дженьюари    | Индиана Фивер     | 1-й               |
| З                                          | Кэти Дуглас         | Коннектикут Сан   | 5-й               |
| З                                          | Айвори Латта[b]     | Вашингтон Мистикс | 2-й               |
| Ф                                          | Джессика Бриланд    | Чикаго Скай       | 1-й               |
| Ф                                          | Чини Огвумике       | Коннектикут Сан   | 1-й               |
| Ц                                          | Эрика де Соуза[c]   | Атланта Дрим      | 3-й               |
| Ц                                          | Тина Чарльз         | Нью-Йорк Либерти  | 3-й               |
| Главный тренер: Майкл Купер (Атланта Дрим) |                     |                   |                   |

| Поз.                                        | Игрок             | Команда             | Выбор             |
| Стартовая пятёрка                           | Стартовая пятёрка | Стартовая пятёрка   | Стартовая пятёрка |
| ------------------------------------------- | ----------------- | ------------------- | ----------------- |
| З                                           | Скайлар Диггинс   | Талса Шок           | 1-й               |
| З                                           | Дайана Таурази    | Финикс Меркури      | 7-й               |
| Ф                                           | Майя Мур          | Миннесота Линкс     | 3-й               |
| Ф                                           | Кэндис Паркер     | Лос-Анджелес Спаркс | 3-й               |
| Ц                                           | Бриттни Грайнер   | Финикс Меркури      | 2-й               |
| Запасные игроки                             |                   |                     |                   |
| З                                           | Даниэлла Робинсон | Сан-Антонио Старз   | 2-й               |
| З                                           | Линдсей Уэйлен    | Миннесота Линкс     | 4-й               |
| З                                           | Сеймон Огастус[a] | Миннесота Линкс     | 5-й               |
| З                                           | Сью Бёрд[b]       | Сиэтл Шторм         | 8-й               |
| Ф                                           | Кэндис Дюпри      | Финикс Меркури      | 4-й               |
| Ф                                           | Глори Джонсон     | Талса Шок           | 2-й               |
| Ф                                           | Ннека Огвумике    | Лос-Анджелес Спаркс | 2-й               |
| Главный тренер: Шерил Рив (Миннесота Линкс) |                   |                     |                   |

- a  Игроки, не принимавшие участие в матче из-за травмы.
- b  Игроки, заменившие в нём травмированных.
- c  Игроки, начавшие игру в стартовой пятёрке, вместо травмированных.

### Ход матча
Первая четверть матча прошла в абсолютно равной борьбе, однако небольшим преимуществом постоянно владела сборная Запада, которое впрочем не превышало трёх очков, а команда Востока неизменно находилась в роли догоняющего. За 5:41 до конца четверти после точного дальнего броска в исполнении Сью Бёрд сборной Запада впервые удалось оторваться в счёте на шесть очков (16:10), впрочем сразу же команда Востока, усилиями Шони Шиммель и Тины Чарльз, набрала пять очков подряд и сократила разрыв в счёте до минимума. За 2:57 до конца четверти, после точного дальнего попадания в исполнении Кэти Дуглас, команде Востока, наконец, удалось сквитать счёт (18:18), впрочем тут же, благодаря усилиям Кэндис Дюпри, набравшей шесть очков подряд, сборной Запада удалось вернуть себе комфортное преимущество в счёте (26:20). Концовка первой четверти немного лучше удалась команде Востока, которая, благодаря Тине Чарльз, набравшей четыре очка кряду, и точному трёхочковому броску в исполнении Брианн Дженьюари за двадцать секунд до свистка, ушла на символический перерыв с минимальным отставанием в счёте (27:28). Вторая четверть началась с рывка сборной Запада, во время которого на площадке солировала Скайлар Диггинс, набравшая 10 очков за три минуты, в итоге за 5:58 до большого перерыва команда Запада оторвалась в счёте на одиннадцать очков (46:35), после этого тренеру сборной Востока ничего не оставалось делать, как взять тайм-аут. После тайм-аута ситуация на площадке кардинально изменилась, и уже через полторы минуты, после двух точных бросков из-за дуги Кэти Дуглас, разница в счёте сократилась до четырёх очков, а за 2:40 до окончания второй четверти, после трёх точных бросков со средней дистанции в исполнении Тины Чарльз, счёт в игре вновь сравнялся (49:49). После этого брать тайм-аут пришлось уже Шерил Рив, однако это совсем не помогло, на площадке по-прежнему доминировала сборная Востока, которой почти все свои атаки удавалось доводить до логического завершения, в результате команды отправились на большой перерыв при счёте (57:53) в пользу Востока.
Сразу же после большого перерыва усилиями Шони Шиммель, реализовавшей три трёхочковых подряд, сборная Востока увеличила преимущество в счёте до восьми очков (68:60). После чего инициатива в этой встрече перешла на сторону сборной Запада, которая в течение следующей минуты усилиями Кэндис Дюпри и Майи Мур, набравшими по четыре очка, сократила разрыв в счёте до четырёх очков (68:72), а Майклу Куперу пришлось взять короткий 20-секундный тайм-аут. Однако после его окончания кардинальных изменений на площадке абсолютно не произошло, напротив сборная Запада продолжала нагнетать обстановку в игре и уже через полторы минуты после окончания тайм-аута вышла вперёд  (73:72). В течение следующих двух минут Запад продолжал доминировать на площадке и за 1:21 до конца третьей четверти, после 5 подряд набранных очков Кэндис Паркер, его преимущество достигло пяти очков (83:78). Впрочем за оставшееся до свистка время сборной Востока усилиями Джессики Бриланд, набравшей четыре очка, удалось сократить преимущество соперника до минимума, в результате этого оппоненты ушли на технический перерыв при счёте 86:85 в пользу Запада. Первая половина последней четверти матча прошла в абсолютно равной борьбе, небольшое преимущество переходило от Востока к Западу и наоборот. За 5:16 до конца четвёртой четверти Шерил Рив, при счёте 99:98 в пользу своих подопечных, решила взять тайм-аут, после завершения которого инициатива перешла к сопернику, в итоге сборная Востока в течение следующих двух минут набрала девять очков подряд. Такая череда событий вынудила тренера Запада вновь взять тайм-аут, который никаких дивидендов в игру не привнёс. За 1:55 до конца матча, при счёте 110:101 в пользу своих подшефных, тайм-аут решил взять уже Майкл Купер, чтобы объяснить своей команде как удержать достигнутое преимущество. Как бы то ни было задуманное Купером не удалось, оборона его команды затрещала по швам, пропуская атаку за атакой, Мур и Диггинс затерзали противника, набрав совместными усилиями 11 очков, а за 26 секунд до конца матча на табло уже горели равные цифры (112:112). Последние секунды матча команды провели осторожно, в итоге впервые в истории проведений матчей всех звёзд женской НБА основное время встречи закончилось вничью и для выявления победителя потребовался овертайм.
Дополнительное время началось с резкого рывка подопечных Шерил Рив, они значительно чаще атаковали корзину противника, и за две минуты до конца овертайма, после точного трёхочкового броска в исполнении Майи Мур, сборная Запада достигла вполне комфортного преимущества в семь очков (124:117). Может быть сборная Запада слишком рано уверовала в свою победу, как бы то ни было, в оставшееся до конца овертайма время команда Востока поначалу, усилиями Дуглас и Шиммель, реализовавших по одному броску из-за дуги, сократила разрыв в счёте до минимума. После чего, за 33 секунды до конца овертайма, наставник Запада взяла тайм-аут, после окончания которого сборной Востока удалась ещё одна атака, отличилась Тамика Кэтчингс, благодаря которой она вышла вперёд (125:124). Решающий момент игры возник за две секунды до сирены, когда Диггинс совершила досадную потерю и тем самым обрекла свою команду на поражение. Эта встреча побила суммарный итог результативности матчей всех звёзд женской НБА, опередив итоговый результат матча всех звёзд женской НБА 2009 года (130:118), который в отличие от данного был завершён в основное время.
Самым ценным игроком этого матча была признана защитник Шони Шиммель из клуба «Атланта Дрим», которая набрала 29 очков, совершила 3 подбора и сделала 8 передач. Самым интересным фактором этой встречи является то, что Шони Шиммель завоевала звание самого ценного игрока, став первой и пока что единственной баскетболисткой, которая была признана MVP ASG WNBA, будучи новичком лиги, кроме того она стала самым результативным игроком матча всех звёзд женской НБА, перекрыв прошлогоднее достижение Кэндис Паркер. Помимо этого лучшими игроками этой встречи, предопределившими победу команды Востока, стали Тина Чарльз, набравшая 19 очков, 5 подборов и два перехвата, Кэти Дуглас, набравшая 15 очков и 4 передачи, Тамика Кэтчингс, набравшая 14 очков, 13 подборов и 5 перехватов и Энджел Маккатри, набравшая 13 очков, 7 подборов и 2 передачи. Лучшими же игроками Запада стали Скайлар Диггинс, набравшая 27 очков, 4 подбора, 7 передач и 3 перехвата, Майя Мур, набравшая 24 балла, 5 подборов и 8 передач, Бриттни Грайнер, набравшая 17 баллов, 5 подборов и 3 блок-шота, Кэндис Дюпри, набравшая 12 очков и 8 подборов и Ннека Огвумике, набравшая 8 очков и 11 подборов.
| 19 июля 2014 года 3:30 pm (ET) | Протокол | Сборная Востока                   | 125:124 ОТ | Сборная Запада     | ЮС Эйрвейс-центр, Финикс (штат Аризона) Зрителей: 14 685 Судьи: Дэрил Хамфри № 8 Мадж Форсберг № 34 Майкл Прайс № 39 | ESPN |
| 19 июля 2014 года 3:30 pm (ET) | Протокол | 27:28, 30:25, 28:33, 27:26, 13:12 |            |                    | ЮС Эйрвейс-центр, Финикс (штат Аризона) Зрителей: 14 685 Судьи: Дэрил Хамфри № 8 Мадж Форсберг № 34 Майкл Прайс № 39 | ESPN |
| 19 июля 2014 года 3:30 pm (ET) | Протокол | Шони Шиммель 29                   | Очки       | Скайлар Диггинс 27 | ЮС Эйрвейс-центр, Финикс (штат Аризона) Зрителей: 14 685 Судьи: Дэрил Хамфри № 8 Мадж Форсберг № 34 Майкл Прайс № 39 | ESPN |
| 19 июля 2014 года 3:30 pm (ET) | Протокол | Тамика Кэтчингс 13                | Подборы    | Ннека Огвумике 11  | ЮС Эйрвейс-центр, Финикс (штат Аризона) Зрителей: 14 685 Судьи: Дэрил Хамфри № 8 Мадж Форсберг № 34 Майкл Прайс № 39 | ESPN |
| 19 июля 2014 года 3:30 pm (ET) | Протокол | Шони Шиммель 8                    | Передачи   | Майя Мур 8         | ЮС Эйрвейс-центр, Финикс (штат Аризона) Зрителей: 14 685 Судьи: Дэрил Хамфри № 8 Мадж Форсберг № 34 Майкл Прайс № 39 | ESPN |

### Полная статистика матча
В данной таблице показан подробный статистический анализ этого матча.

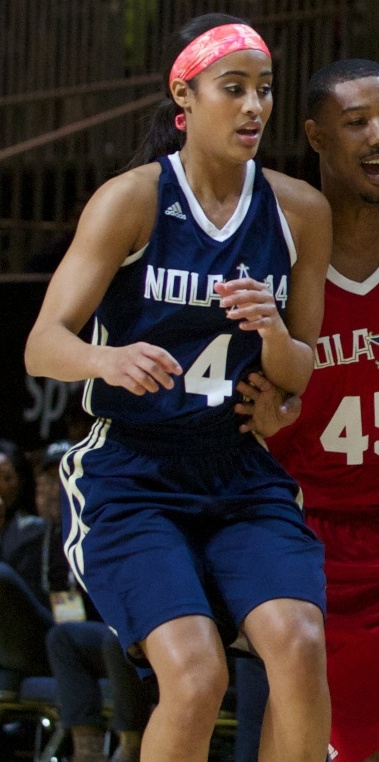
Скайлар Диггинс, второй игрок матча очкам (27)
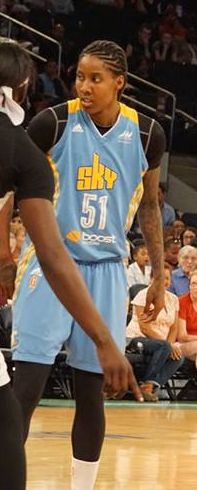
Джессика Бриланд, второй игрок матча по подборам (12)
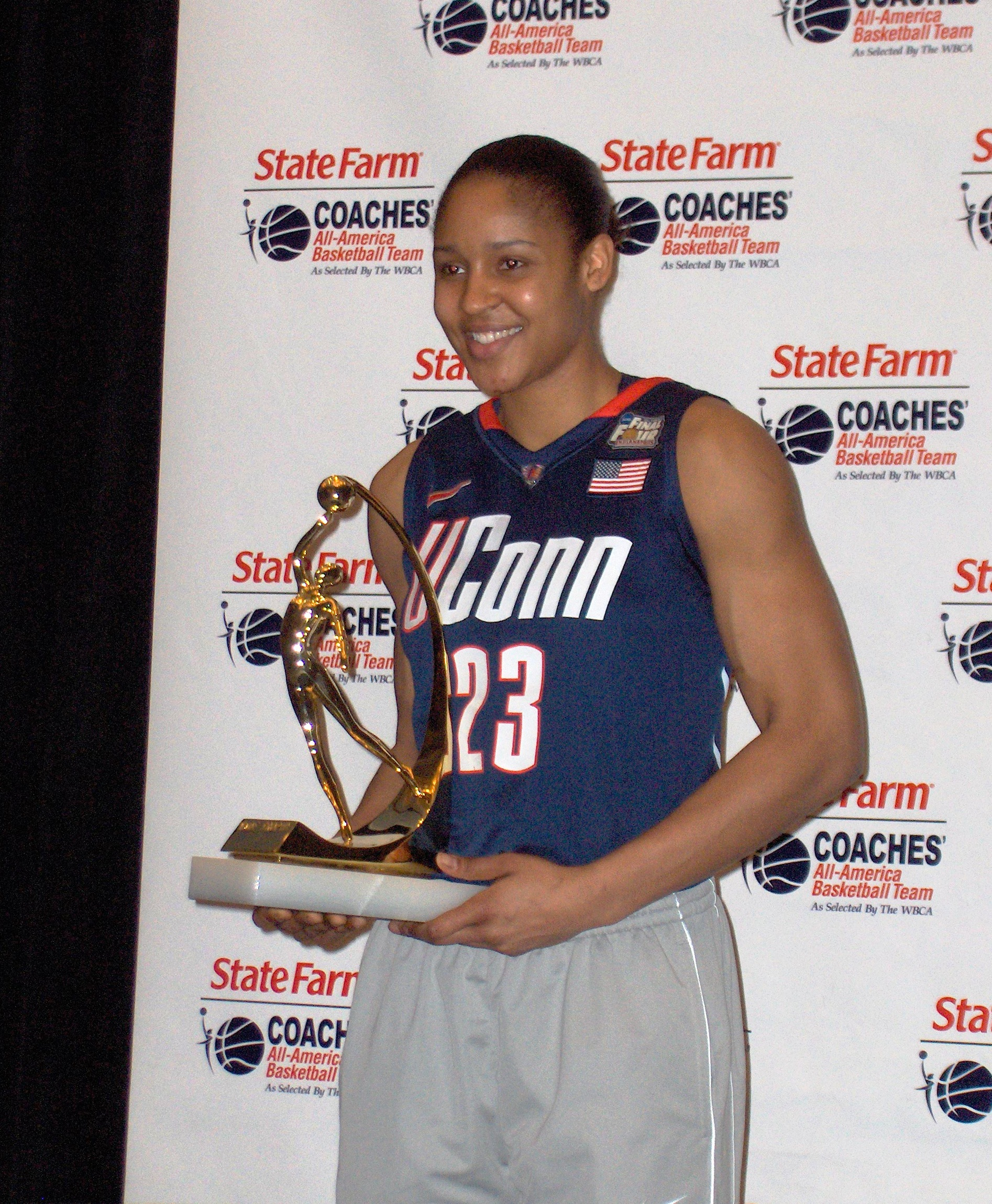
Майя Мур, лучший игрок матча по передачам (8)
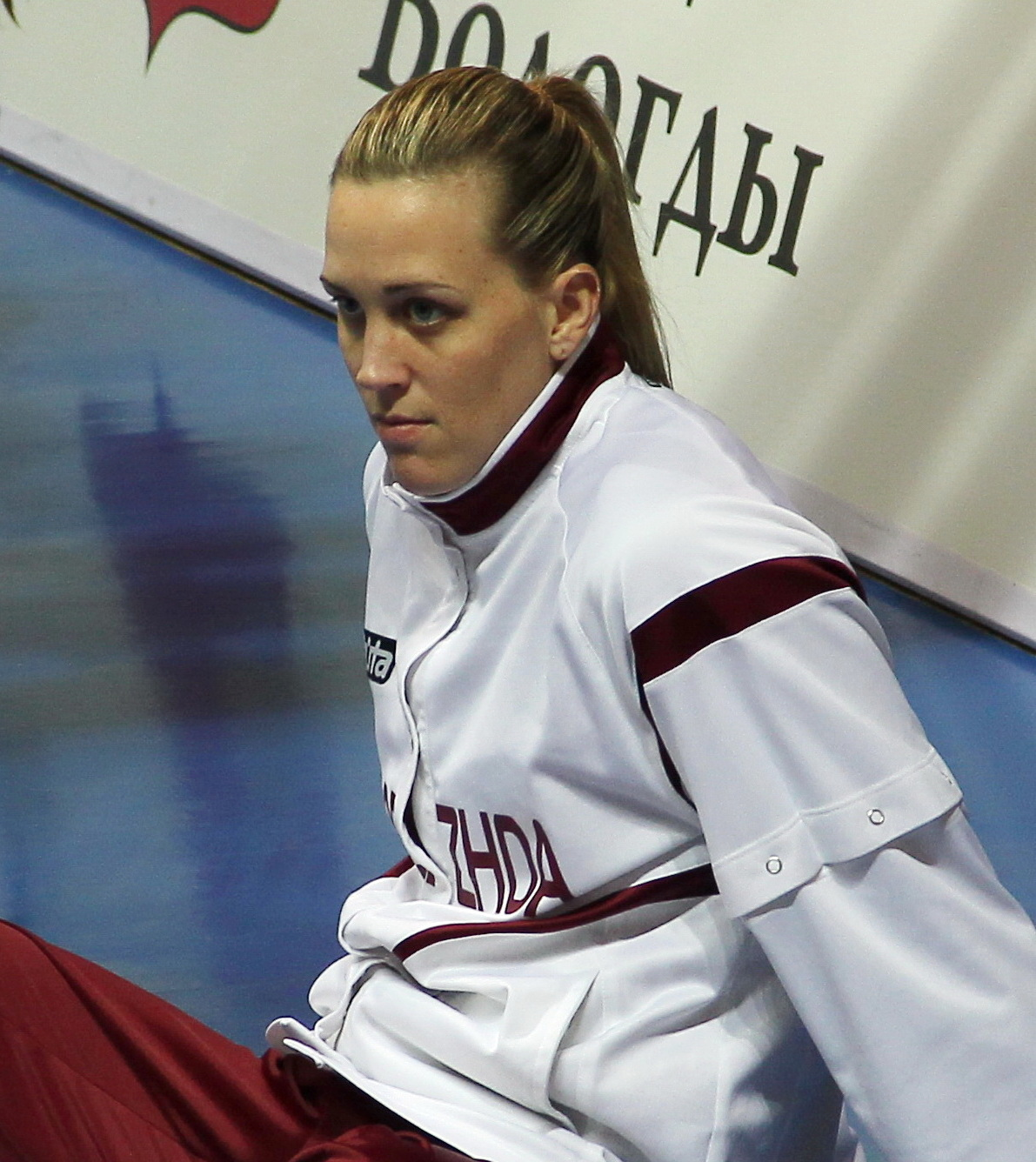
Кэти Дуглас, третий игрок матча по перехватам (2)
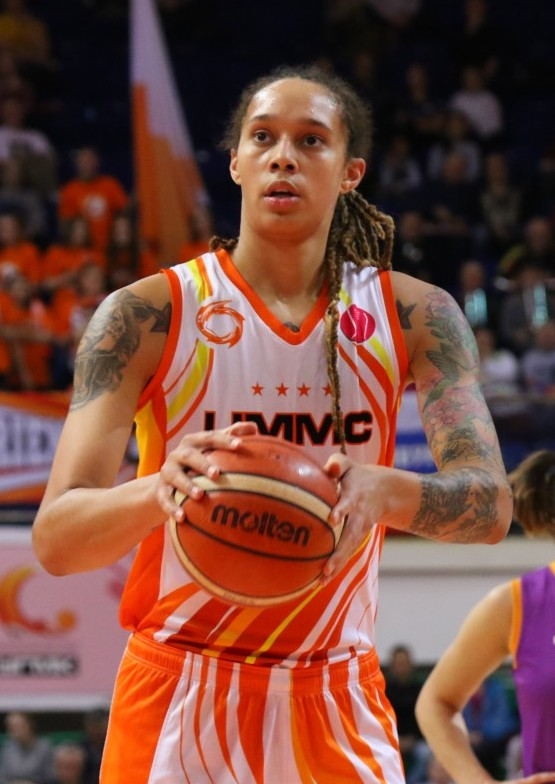
Бриттни Грайнер, лучший игрок матча по блок-шотам (3)

| Звёзды Восточной конференции |                       |        |        |       |     |     |     |     |     |    |    |    |     |    |     |
| Стартовая пятёрка            | Команда               | MIN    | FG     | 3P    | FT  | OFF | DEF | TOT | AST | ST | BS | BA | TOV | PF | PTS |
| Кэппи Пондекстер             | Нью-Йорк Либерти      | 13:59  | 1-7    | 0-2   | 0-0 | 0   | 0   | 0   | 2   | 1  | 0  | 0  | 2   | 0  | 2   |
| Шони Шиммель[d]              | Атланта Дрим          | 28:08  | 11-24  | 7-16  | 0-0 | 0   | 3   | 3   | 8   | 2  | 0  | 2  | 1   | 1  | 29  |
| Тамика Кэтчингс              | Индиана Фивер         | 24:15  | 7-17   | 0-3   | 0-0 | 5   | 8   | 13  | 2   | 5  | 1  | 0  | 1   | 2  | 14  |
| Энджел Маккатри              | Атланта Дрим          | 23:48  | 6-11   | 0-3   | 1-1 | 1   | 6   | 7   | 2   | 1  | 0  | 0  | 3   | 1  | 13  |
| Эрика де Соуза               | Атланта Дрим          | 12:24  | 4-6    | 0-0   | 0-0 | 1   | 3   | 4   | 0   | 1  | 1  | 1  | 0   | 0  | 8   |
| Запасные игроки              |                       |        |        |       |     |     |     |     |     |    |    |    |     |    |     |
| Брианн Дженьюари             | Индиана Фивер         | 16:53  | 3-6    | 3-5   | 0-0 | 0   | 1   | 1   | 4   | 0  | 0  | 1  | 3   | 1  | 9   |
| Кэти Дуглас                  | Коннектикут Сан       | 21:12  | 5-12   | 5-8   | 0-0 | 1   | 2   | 3   | 4   | 2  | 1  | 0  | 3   | 1  | 15  |
| Айвори Латта                 | Вашингтон Мистикс     | 20:52  | 1-4    | 0-2   | 0-0 | 0   | 1   | 1   | 1   | 1  | 0  | 1  | 0   | 0  | 2   |
| Джессика Бриланд             | Чикаго Скай           | 21:51  | 3-9    | 0-0   | 0-0 | 4   | 8   | 12  | 2   | 2  | 1  | 0  | 0   | 2  | 6   |
| Чини Огвумике                | Коннектикут Сан       | 18:59  | 4-8    | 0-0   | 0-0 | 3   | 2   | 5   | 3   | 0  | 0  | 0  | 0   | 1  | 8   |
| Тина Чарльз                  | Нью-Йорк Либерти      | 22:39  | 9-17   | 1-6   | 0-0 | 2   | 3   | 5   | 1   | 2  | 0  | 0  | 1   | 1  | 19  |
| Всего                        |                       | 225:00 | 54-121 | 16-45 | 1-1 | 17  | 37  | 54  | 29  | 17 | 4  | 5  | 14  | 10 | 125 |
| Главный тренер               | Майкл Купер (Атланта) |        |        |       |     |     |     |     |     |    |    |    |     |    |     |

| Звёзды Западной конференции |                       |        |        |       |      |     |     |     |     |    |    |    |     |    |     |
| Стартовая пятёрка           | Команда               | MIN    | FG     | 3P    | FT   | OFF | DEF | TOT | AST | ST | BS | BA | TOV | PF | PTS |
| Скайлар Диггинс             | Талса Шок             | 26:53  | 10-18  | 4-7   | 3-4  | 0   | 4   | 4   | 7   | 3  | 1  | 1  | 2   | 0  | 27  |
| Дайана Таурази              | Финикс Меркури        | 16:32  | 2-7    | 0-4   | 0-0  | 0   | 4   | 4   | 2   | 0  | 0  | 0  | 1   | 0  | 4   |
| Майя Мур                    | Миннесота Линкс       | 26:46  | 10-22  | 4-10  | 0-0  | 3   | 2   | 5   | 8   | 1  | 0  | 1  | 3   | 1  | 24  |
| Кэндис Паркер               | Лос-Анджелес Спаркс   | 19:39  | 3-6    | 1-2   | 1-2  | 3   | 3   | 6   | 4   | 1  | 0  | 0  | 3   | 0  | 8   |
| Бриттни Грайнер             | Финикс Меркури        | 26:03  | 8-13   | 1-1   | 0-0  | 1   | 4   | 5   | 0   | 1  | 3  | 0  | 1   | 3  | 17  |
| Запасные игроки             |                       |        |        |       |      |     |     |     |     |    |    |    |     |    |     |
| Даниэлла Робинсон           | Сан-Антонио Старз     | 13:33  | 2-5    | 0-0   | 2-2  | 1   | 2   | 3   | 1   | 2  | 0  | 0  | 2   | 0  | 6   |
| Линдсей Уэйлен              | Миннесота Линкс       | 15:43  | 2-5    | 0-1   | 0-0  | 2   | 1   | 3   | 4   | 0  | 0  | 0  | 2   | 0  | 4   |
| Сью Бёрд                    | Сиэтл Шторм           | 25:14  | 2-6    | 2-4   | 0-0  | 0   | 5   | 5   | 4   | 1  | 1  | 0  | 1   | 1  | 6   |
| Кэндис Дюпри                | Финикс Меркури        | 18:14  | 6-9    | 0-0   | 0-0  | 2   | 6   | 8   | 0   | 0  | 0  | 0  | 1   | 0  | 12  |
| Глори Джонсон               | Талса Шок             | 15:46  | 3-8    | 0-1   | 2-4  | 1   | 2   | 3   | 0   | 0  | 0  | 1  | 2   | 0  | 8   |
| Ннека Огвумике              | Лос-Анджелес Спаркс   | 20:37  | 4-9    | 0-2   | 0-1  | 4   | 7   | 11  | 6   | 0  | 0  | 1  | 1   | 0  | 8   |
| Всего                       |                       | 225:00 | 52-108 | 12-32 | 8-13 | 17  | 40  | 57  | 36  | 9  | 5  | 4  | 19  | 5  | 124 |
| Главный тренер              | Шерил Рив (Миннесота) |        |        |       |      |     |     |     |     |    |    |    |     |    |     |

- d  Жирным курсивным шрифтом выделена статистика самого ценного игрока матча.